# Gewog di Drujegang
Il gewog di Drujegang è uno dei quattordici raggruppamenti di villaggi del distretto di Dagana, nella regione Centrale, in Bhutan.